# Kopîtiv, Sokal
Kopîtiv (în ucraineană Копитів) este un sat în comuna Tartakiv din raionul Sokal, regiunea Liov, Ucraina.

## Demografie
Componența lingvistică a localității Kopîtiv
     Ucraineană (100%)
Conform recensământului din 2001, toată populația localității Kopîtiv era vorbitoare de ucraineană (100%).